# Belly Dancer (Bananza)
Singles de Akon
Moonshine (2005) Pot Of Gold (2005)
Belly Dancer (Bananza) est le troisième single d'Akon issu du son premier album, Trouble. Le single a atteint le numéro 30 sur Billboard Hot 100 le 22 octobre 2005. La chanson est devenue plus populaire au Royaume-Uni, atteignant le numéro 5, devenant le troisième single à atteindre le top 5 pour Akon dans ce pays après Locked Up et Lonely. Le single est à l'origine intitulé Bananza (Belly Dancer) mais a été changé lors de sa sortie. Il sample la chanson The Lunatics (Have Taken Over The Asylum)  de Fun Boy Three. Il y a un remix de la chanson featuring Kardinal Offishall.

## Clip vidéo
Il y a deux versions de clip vidéo. Dans la version de MTV, la chanson commence avec Akon entrant dans un magasin de motocyclettes et commence à rêver. Ce qui suit est identique avec la deuxième version : Akon rencontre une jolie fille et la suit dans un club de danse du ventre. Là, il trouve des ex-gangstas, comme il est indiqué dans la chanson, et tout le monde flirtent. À la fin de la vidéo (2e version), Akon s'embrasse avec la fille. L'autre version commence par Akon essayant de dormir avec la musique de la chanson Trouble Nobody, et se réveille à la fin de la vidéo.

## Liste des Pistes
CD1 (RU)
1. Belly Dancer (Bananza) (Clean) - 4:00
2. Trouble Nobody (Explicit) - 3:21

CD2 (RU)
1. Belly Dancer (Bananza) (Explicite) - 4:00
2. Trouble Nobody (Clean) - 3:21
3. Belly Dancer (Bananza) (Instrumental) - 4:00
4. Belly Dancer (Bananza) (Clip) - 4:00

## Classement
| Classement (2005)                       | Meilleure position |
| --------------------------------------- | ------------------ |
| Allemagne (Media Control AG)            | 32                 |
| Australie (ARIA)                        | 23                 |
| Belgique (Flandre Ultratop 50 Singles)  | 29                 |
| Belgique (Wallonie Ultratop 50 Singles) | 27                 |
| États-Unis (Hot 100)                    | 30                 |
| États-Unis (Pop Airplay)                | 17                 |
| Europe (Hot 100)                        | 21                 |
| France (SNEP)                           | 45                 |
| Hongrie (Dance Top 40)                  | 19                 |
| Irlande (IRMA)                          | 11                 |
| Nouvelle-Zélande (RMNZ)                 | 12                 |
| Pays-Bas (Single Top 100)               | 46                 |
| Tchéquie (IFPI Rádio)                   | 19                 |
| Royaume-Uni (UK Singles Chart)          | 5                  |
| Suisse (Schweizer Hitparade)            | 40                 |